# Ilha da Inhaca

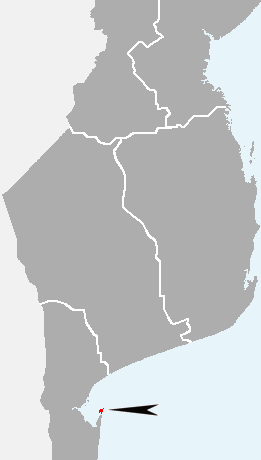
Inhaca

Inhaca é uma ilha situada à entrada da baía de Maputo, no sul de Moçambique, com as coordenadas geográficas de 26ºS de latitude e 33ºE de longitude. Tem uma área de 42 km² e dimensões norte-sul de 12,5 km (entre a Ponta Mazondue, a norte, e a Ponta Torres, a sul) e este-oeste de 7 km. Está situada a 32 km a leste da cidade de Maputo, de cujo município faz parte administrativamente, constituindo um distrito municipal, o distrito KaNyaka.
Apesar de pequena, esta ilha tem uma grande importância turística, uma vez que possui uma grande diversidade biológica, com cerca de 12 000 espécies registadas, incluindo cerca de 150 espécies de corais, mais de 300 espécies de aves e quatro espécies de tartarugas, que ali nidificam. Toda a zona costeira, uma duna consolidada com vegetação natural, é protegida como reserva integral, assim como a próxima ilha dos Portugueses (antes conhecida como Ilha dos Elefantes), sob a responsabilidade da Estação de Biologia Marítima, um órgão da Universidade Eduardo Mondlane.
A população local, segundo o censo de 2007, correspondendo a uma densidade populacional de cerca de 142 habitantes por km² (limite sustentável da ilha). Tomando em consideração a área de 42 km² e a população de 5216.
A partir de 1550, os portugueses recém chegados criaram um posto comercial na Ilha dos Elefantes, próxima da ilha da Inhaca que, mais tarde passou a ser conhecida como Ilha dos Portugueses. A fixação dos portugueses resultou de um acordo com os poderes locais da Inhaca, e assim, o povo tsonga serviu de intermediário no comércio do marfim, entre os portugueses e os zulus. A 8 de Novembro de 1892, durante o Império Português, foi criado o título nobiliárquico de Barão de Inhaca.

## Divisão administrativa
O distrito municipal de KaNyaka contém as povoações de Ingwane, Ribjene e Nhaquene.

## História da ilha

### Origem geológica
A ilha da Inhaca é uma continuação da península de Machangulo. Acredita-se que, com o decorrer do tempo, a terra foi sendo devastada pela erosão, criando a divisão entre a península e a ilha, agora chamada por "Hells Gate" (traduzido do inglês, "Porta do Inferno") pelos turistas.
.

### Primeiros habitantes
Um povo banto, os tsongas, que povoavam o litoral da baía de Maputo, foi quem, pela primeira vez, ocupou a ilha. Dentre as famílias, a dinastia Nhaca forneceu régulos à Ilha e assim o seu nome também. Hoje os Nhaca é que governam simbolicamente os residentes da ilha.
Há registos de desembarque de marinheiros portugueses na ilha em 1550, mas é possível que tenha acontecido mais cedo, pois Vasco da Gama passou da baía em 1498 na sua rota para a Índia.
A partir de 1550, os portugueses criaram um posto comercial na Ilha dos Elefantes. A fixação dos portugueses resultou de um acordo com os poderes locais da Inhaca, e assim, o povo tsonga serviu de um intermediário do comércio do marfim entre os portugueses e os Zulu.
Os portugueses estabeleceram a base na Ilha dos Elefantes em 1550 para melhor explorar a parte sul da costa de Moçambique, com o incentivo de recolher maiores quantidades de marfim. Até hoje, Machangulo é uma região contígua ao “[[Parque Nacional de Maputo”.

## Estrutura social tradicional
A Inhaca, como qualquer área rural moçambicana, tem uma estrutura "administrativa" semelhante à  maioria dos povos do sul do país. O régulo actual da ilha é Evenice Nhaca, um descendente dos antigos povos que primeiro se estabeleceram na ilha.
Nesta estrutura as terras pertencem a diferentes famílias, por isso os anciãos da ilha estão em desacordo com a forma de distribuição das terras, que é feita pela administração.
Como o mesmo régulo afirma, existem várias cerimónias, onde há a exaltação dos espíritos. Existem cerimónias para uma boa colheita e, em setembro, ocorre uma cerimónia para pedir aos antepassados a chuva. “A nossa tradição é fazer cerimónias de veneração dos espíritos, para que nos tragam boa colheita e outras coisas boas e, frequentemente, utilizamos cabritos.” disse o regulo.

## Infra-estruturas da Inhaca

### Estação de Biologia Marítima
Em 1909, é feita a primeira exploração científica da área por parte dos europeus. E, desde 1921 docentes e estudantes da Universidade de Witwatersrand vêm à ilha para estudar a sua biodiversidade.
Nesta primeira fase de exploração concluiu-se que a ilha tinha um vasto número de espécies que podiam ser estudadas e assim, em 1947, propõe-se a criação da Estação de Biologia Marítima da Inhaca (EBMI). Entre 1948 e 1950 a estação é construída e, em 1951, é inaugurada pelo Almirante João Moreira Rato, sendo a sua gestão entregue ao Departamento do Governo Geral de Moçambique.
A 20 de Maio de 1963, a EBMI é entregue ao Instituto de Investigação Científica de Moçambique. Em 1965, são criadas as Reservas Florestais e Marinhas da Inhaca, que são entregues à Estação de Biologia Marítima da Inhaca para gestão.

### O farol

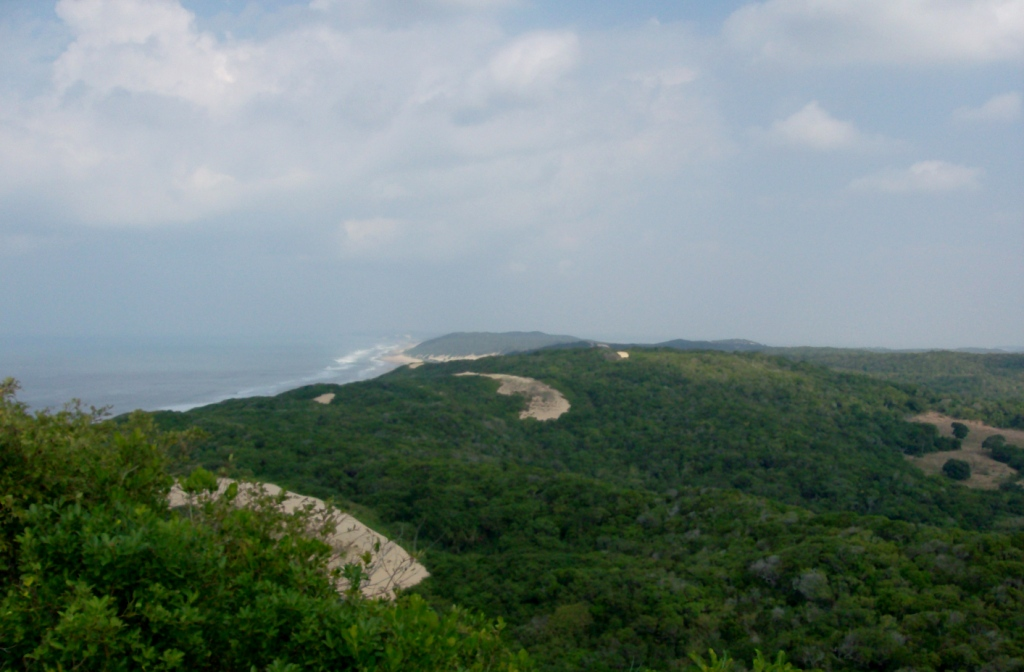
Monte Inhaca

O farol da ilha está situado no cume do monte Inhaca, com as coordenadas (Lat: 25º58,50'S Long: 32º59,30'E), e foi construído em 1894 para alertar o fluxo de tráfico marinho, dirigido ao porto de Maputo então Lourenço Marques. Este primeiro farol tinha 27 metros de altura e era uma torre de ferro pintada a vermelho. O farol tinha próxima uma estação heliográfica e uma estação semafórica em comunicação com a cidade.
Em 1921 o farol foi reconstruído, passando a ser uma torre hexagonal de cimento armado, com uma altura de 31 metros, com uma cúpula vermelha e a casa dos faroleiros ao lado. Em 1946 passou a ter um novo aparelho de maior alcance. Este farol ainda continua em funcionamento.
Este farol, situado no monte Inhaca, não foi o único construído, pois devido ao naufrágio de nove navios no baixo de Cockburn (atrás da Ilha dos Elefantes), entre 1894 e 1900, foi construído um outro. Este novo farol situado de Cockburn, foi inaugurado em Janeiro de 1901 após oito meses de construção mas, em 1965, foi destruído pelos ventos da depressão "Claude", agora constituindo um lugar importante para a pesca.

### As escolas

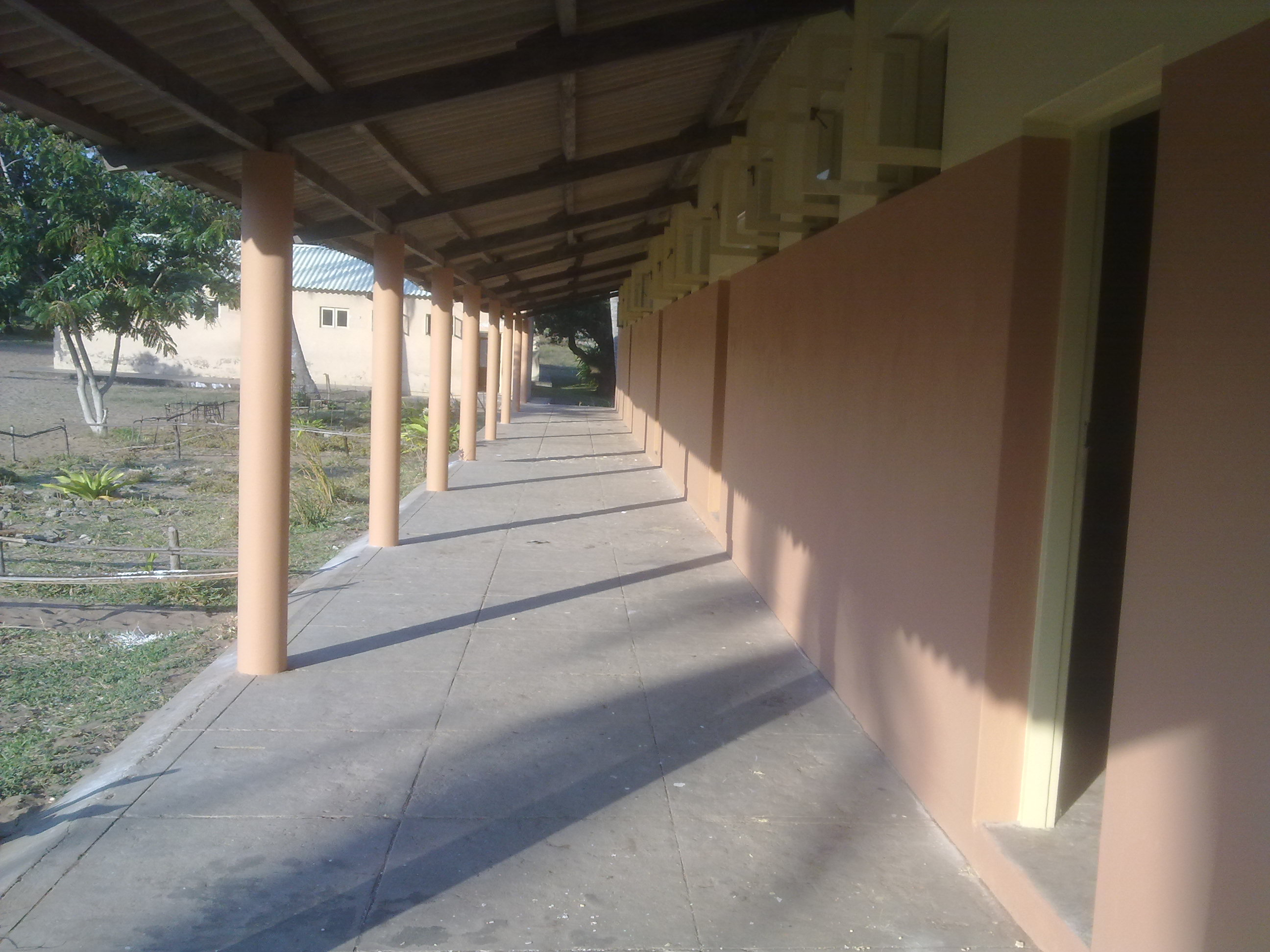
Escola Inhaca-Sede 2011

Ao todo existem 6 escolas na ilha. A Escola Secundária Inhaca-Sede, que lecciona até à 12ª classe, é o estabelecimento de ensino de maior referência. As restantes são do Ensino Primário sendo 3 no Bairro Ingwane, nomeadamente Escola Primária Samora Machel, Escola Primária Inhaca Noge e Escola Primária Mandende; 1 no Bairro Ribzwene que é a Escola Primária Nkalane; e 1 no Bairro Nhaquene, a Escola Primária Inhaca Malhangalene.[carece de fontes?]